# 双翅舞花姜
双翅舞花姜（学名：Globba schomburgkii）为姜科舞花姜属下的一个种。主要分佈於中南半岛以及中國云南南部林中荫湿处。